# Amt (Kina)
 For alternative betydninger, se Amt (flertydig). (Se også artikler, som begynder med Amt)
Et Amt er i kinesisk kontekst en politisk territorial enhed på tredje niveau i Folkerepublikken Kina, eller på sekundært niveau i Republikken Kina (Taiwan).
Det kinesiske ord er 县 (xiàn), og oversættes sædvanligvis til county på (engelsk), og til amt på dansk. I Folkerepublikken Kina er der to administrative inddelinger på højere niveau. Øverste inddeling er på provinsniveau, og derefter præfekturniveau.
På det tredje niveau, som kaldes enheder på amtsniveau, er der også andre enheder med andre betegnelser som autonome amter, byer på amtsniveau, og distrikter, samt i Mongoliet bannere og autonome bannere.
Et dansk amt var en territorial enhed på første niveau, mens det kinesiske, som altså er på tredje niveau, ville svare til enheder indenfor kommunerne.
På fransk oversættes xiàn med comté, men i Frankrig går tredjeniveaus inddeling under det franske navn arrondissement.
Per 2007 var der 1467 amter i fastlandskina, af i alt 2861 enheder på amtsniveau.
Historikere som befatter sig med ældre kinesisk historie foretrekker at oversætte xian med "distrikter" eller "præfekturer". Her bruges imidlertid moderne oversat terminologi, med amt for xian vedrørende alle historiske perioder, men man skal være opmærksom på at dette ikke er konventionel sprogbrug i sinologisk faglitteratur.

## Republikken Kina
I Republikken Kina (Taiwan) er amter (縣) officielt på andet niveau. Men politiske ændringer i effektivt beslutningsniveau, og det forhold at så godt som hele republikkens effektive område ligger i provinsen Taiwan (provins) har ført til at man i realiteten kunne betragte amterne som førsteniveau. Imidlertid er de to amter som ligger i Republikken Kinas små maritime dele af provinsen Fujian fremdeles at regne som andenniveauenheder.
Der er 18 amter som er administreret af Republikken Kina, 16 ligger i provinsen Taiwan og to i provinsen Fujian.

## Autonome amter
Autonome amter (|自治县} pinyin: Zìzhìxiàn) er en særskilt klasse amter i Fastlandskina som er reserveret for minoritetsfolkene. Sådanne autonome amter findes spredt rundt i hele landet. De har større lovgivende myndighed end almindelige amter.
Der findes 117 autonome amter i Fastlandskina.

## Amtsregering
Eftersom Det kinesiske kommunistparti er den centrale statsbærende regeringsinstitution i hele Fastlandskina, har ethvert territorialt politisk niveau en lokal partikomite. På amtsniveau hedder den Det kinesiske kommunistpartis amtskomite (|中共县委), og den ledes af sekretæren for Det kinesiske kommunistpartis amtskomite. Vedkommende er reelt set den højeste politiske instans i amtet. Der findes forsåvidt også en Folkeregering for amtet, ledet af amtsguvernøren (县长). Nogle gange er amtsguvernøren samtidig en af de stedfortrædende sekretærer for Det kinesiske kommunistpartis amtskomite.

## Historie
Enheden xiàn blev indført i løbet af 700-tallet e. Kr. under Tang-dynastiet (618 – 907).
Før dette fandtes en nogenlunde tilsvarende administrativ enhed, et kommanderi, kaldet jùn (郡), som eksisterede siden De stridende staters tid (476 – 221 f.Kr.) og blev formelt etableret i hele riget under Qin-dynastiet (221 – 207 f.Kr.). Da Qin Shi Huang reorganiserede amterne efter at have samlet landet, var der omkring et tusind af disse kommanderier. Antallet af jùn voksede gradvis fra dynasti til dynasti. Under det østlige Han-dynasti (25 - 220 e. Kr.) steg dette antal således noget. Det blev til ca 1.400, da Sui-dynastiet (581 – 618) afskaffede kommanderierne (郡; pinyin: jùn) som administrativt niveau.
Det nuværende antal amter (xiàn) svarer omtrent til niveauet under de sidste år af Qing-dynastiet (1644 – 1911).
Forskningen på forandringer af amtsgrænser og amtsnavne særlig i 1960'erne og til 1980'erne har vært et vigtigt felt for historikere.
I kejsertidens Kina var amterne vigtige, idet de var de laveste administrative niveauer, som havde en kejserlig bureaukratisk struktur. Lederen af et amt var den kejserlige magistrat, som havde udøvende myndighed og desuden ansvar for retsplejen. På lavere niveauer end amtsniveauet var det mere det uformelle og ubureaukratiske, som gjorde sig gældende, men det kunne variere fra dynasti til dynasti, hvilke beføjelser man havde på de lavere niveauer.